# Onthophagus arnetti
Onthophagus arnetti là một loài bọ cánh cứng trong họ Bọ hung (Scarabaeidae).